# Sant Martí de Vilaplana
Sant Martí de Vilaplana és una capella de la vila de Prats de Molló, a la comuna de Prats de Molló i la Presta, de la comarca del Vallespir (Catalunya del Nord). Està situada a llevant de la vila, en el sector denominat Sant Martí, més enllà a l'est del barri del Roser.